# بورووه (استان پودلاسکی)
بورووه (به لهستانی:  Borowe) یک روستا در لهستان است که در گمینا ناروکا واقع شده‌است.